# Росэлектроника
Холдинг «Росэлектроника» — российский холдинг, национальный вендор по электронике, объединяет предприятия-производители электронной продукции, образован в 1997 году. Холдинг создан для консолидации предприятий радиоэлектронной промышленности, выработки единой научно-технической политики и стратегии развития, финансового оздоровления активов. Объединяет более 140 предприятий и научных организаций, специализирующихся на разработке и производстве изделий электронных компонентов и технологий, средств и систем связи, автоматизированных систем управления, робототехнических комплексов, вычислительной техники, телекоммуникационного оборудования.
В состав холдинга входят ведущие радиоэлектронные концерны страны — «Вега», «Созвездие», «Автоматика», АО «Системы управления», АО «Росэлектроника», Национальный Центр Информатизации.
Управляющей компанией холдинга является АО «Объединённая приборостроительная корпорация».
С 2009 года входит в состав Государственной корпорации «Ростех», доля акций «Ростеха» составляет 100 %. «Росэлектроника» входит в блок стратегически значимых активов двойного назначения корпорации «Ростех».
Предприятия, входящие в состав АО «Росэлектроника», обеспечивают производство около 50 % всей электронно-компонентной базы в Российской Федерации, 8 % выпуска продукции радиоэлектронной отрасли в целом и обеспечивает более 10 % рабочих мест отрасли. Продукция холдинга поставляется более чем в 30 стран мира, в том числе страны Европы, Юго-Восточной Азии, Ближнего Востока, Африки и Латинской Америки.
С 2022 года, из-за вторжения России на Украину, холдинг находится под международными санкциями Евросоюза, США и ряда других стран.

## История компании
Основана Указом Президента России № 764 от 23 июля 1997 года и Постановлением Правительства России № 1583 от 18 декабря 1997 года.
На момент основания консолидировала по 10 % акций 33 предприятий российской электронной промышленности (среди которых такие крупные предприятия как «Ангстрем», «Элма», «Светлана», «Логика», «Московский электроламповый завод» и проч.). По данным прессы, уставный капитал холдинга на 1997 год составлял 1 трлн рублей.

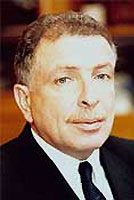
Илья Клебанов (гендиректор в 1997—1998)

Генеральным директором АО «Росэлектроника» назначен Илья Клебанов (до этого возглавлявший петербургское оптико-механическое объединение «ЛОМО»).
В январе 1998 года место генерального директора «Российской электроники» занял бывший глава зеленоградского завода «Ангстрем» Валерий Дшхунян.
В этом же году «Росэлектроника» приняла участие в программе «Союзный телевизор», целью которой было создать конкурентоспособный западным аналогам телевизор.
В мае 1999 года была совершена сделка между АО «Росэлектроника» и нидерландским концерном «Philips» по продаже крупнейшего в России завода по производству кинескопов АО «ВЭЛТ». По данным прессы, сумма сделки составила 1 рубль, при этом потери «Филипс» составили около 63 млн долларов.
В этом же году, по указу президента «О повышении эффективности развития электронной промышленности в России» в состав холдинга вошли три крупных рязанских предприятия НИИ ГРП «Плазма», РЗМКП и НИТИ.
Под руководством «Российской электроники» в 2001 году был открыт НИИ АЛГОРИТМ — совместное предприятие завода «Ангстрем» и Московского института электронной техники (МИЭТ). Задачи института — разработка вычислительных систем, систем управления и их элементов, обучение специалистов и разработка программного обеспечения для автоматизации технологических процессов.
По данным прессы, в 2001 году суммарный объём продаж холдинга превысил 100 млн долларов, что составляет около 25 % всех продаж отрасли. В 2004 году Валерий Дшхунян покинул пост генерального директора «Российской электроники» и занял место генерального директора концерна «Ангстрем». Его место занял бывший директор Центра стратегических разработок «Северо-Запад» Андрей Засыпкин.
В 2008 году Андрей Засыпкин покинул пост директора «Российской электроники». На его место назначен временно исполняющий обязанности Василий Марютин.

В 2008 году, в соответствии с постановлением Правительства РФ от 21 ноября 2008 г. № 873 «О мерах по реализации Указа Президента Российской Федерации от 10 июля 2008 г. № 1052», начинается процесс передачи 100 % акций АО «Росэлектроника» Госкорпорации «Ростех». Процесс завершился в 2009 году, когда «Росэлектроника» полностью вошла в состав Госкорпорации «Ростех». В состав предприятий холдинга вошло ещё 40 предприятий (среди которых «Гран», «Разряд», «Бином», Алагирский завод сопротивлений, «Янтарь» и проч). 

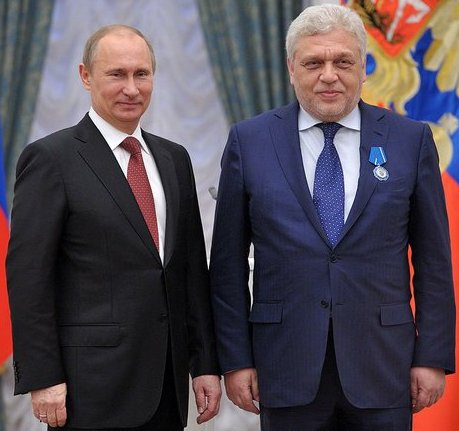
Андрей Зверев (2008—2016)

Генеральным директором объединённого холдинга назначен Андрей Зверев. На декабрь 2009 года в состав АО «Росэлектроника» входило уже 78 предприятий), количество рабочих достигло 30 тысяч человек.
В 2012 году в состав холдинга вошли Концерны «Орион» и «Сириус». «Орион» был создан в 2009 году как специализированное научно-производственное объединение в области подсистем, комплексов и технических средств связи военного, специального и двойного назначения. «Сириус» был создан на базе предприятий оборонно-промышленного комплекса, имеющих многолетний опыт выполнения оборонного заказа. В состав «Сириуса» вошли 24 исследовательских института и предприятия. Среди заказчиков «Сириуса» — Министерство обороны, Министерство внутренних дел, Федеральная служба охраны, Федеральное космическое агентство и другие российские ведомства.
В июле 2013 года стало известно, что Госкорпорация «Ростех» в рамках реализации Стратегии развития до 2020 года передала «Росэлектронике» пакет активов, общая стоимость которых, по данным прессы, составила свыше 6 млрд рублей. Всего в состав «Росэлектроники» дополнительно вошли 14 предприятий, среди которых такие как: «Германий», «Инжект», «Литий-Элемент» и прочие.

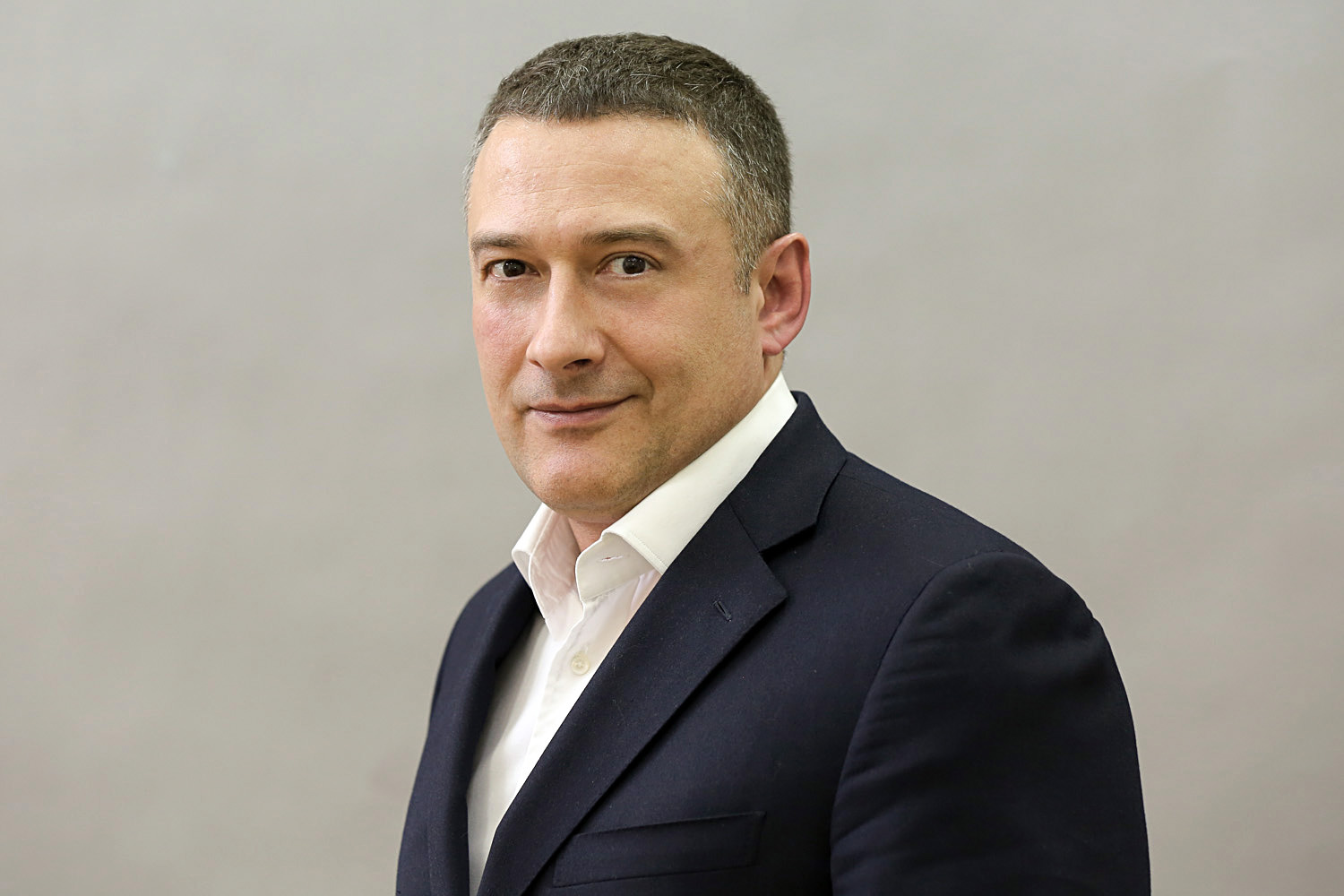
Игорь Козлов (2016—2017)

В октябре 2014 года произошли кадровые изменения — новым председателем Совета директоров холдинга «Росэлектроника» избран Денис Свердлов, бывший заместитель министра связи и массовых коммуникаций Российской Федерации.. 

В сентябре 2015 года председателем совета директоров холдинга избран Игорь Козлов.

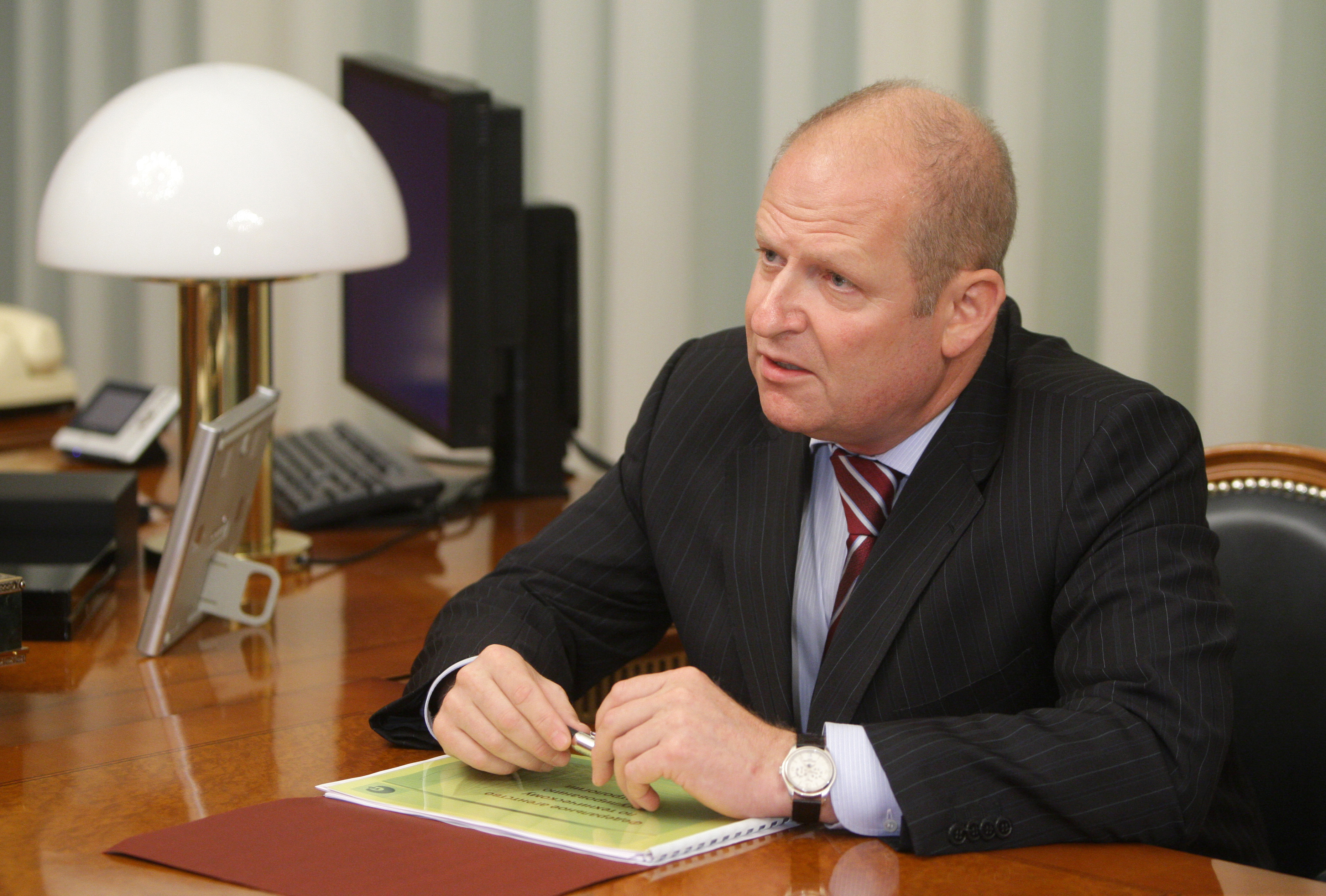
Григорий Элькин (2017—2017)

В феврале 2016 года объявлено о планах досрочного прекращения полномочий действующего и избрания нового генерального директора холдинга. 1 марта 2016 года стало известно о том, что генеральным директором АО «Росэлектроника» назначен советник министра связи и массовых коммуникаций Игорь Козлов.
При этом Андрей Зверев сохранил место в совете директоров холдинга. Перед холдингом ставятся амбициозные задачи, в том числе увеличение к 2025 году доли выручки в гражданской продукции до 50 %.
В феврале 2017 года госкорпорация Ростех объявила об объединении холдингов «Росэлектроника» и «Объединенная приборостроительная корпорация» (ОПК). В результате консолидации активов сформирована радиоэлектронная компания — крупнейший в России производитель средств связи, автоматизированных систем управления, а также других видов высокотехнологичной продукции военного и гражданского назначения. Холдинг «Росэлектроника» стал базовым для нового объединения. Главой объединенной компании был назначен Григорий Элькин.
В августе 2017 года временным генеральным директором объединенной компании «Росэлектроника» назначен Алексей Белинский, при этом Григорий Элькин сохранил должность Генерального конструктора по автоматизированным системам управления и связи Вооруженных Сил Российской Федерации.
В 2018 году Алексей Белинский покидает пост временного генерального директора холдинга «Росэлектроника». Исполняющим обязанности временного генерального директора «Росэлектроники» стал глава НПП «Исток» им. А. И. Шокина" Александр Борисов. В апреле 2019 года Александр Борисов был назначен Генеральным директором холдинга «Росэлектроника».
С 2020 года по настоящее время генеральным директором холдинга является Сергей Степанович Сахненко.
В 2021 году состоялось завершение процесса объединения радиоэлектронных активов Ростеха под единым управлением и создание национального вендора по электронике под брендом «Росэлектроника». В состав нового холдинга вошли Концерн «Автоматика» и Национальный Центр Информатизации – интегратор комплексных ИТ-решений Ростеха. Управляющей компанией стало АО «Объединенная приборостроительная корпорация».

## Санкции
22 декабря 2015 года холдинг «Росэлектроника» внесен в санкционный список США, впоследствии, в 2022 году, США ужесточили санкции в отношении холдинга
В апреле 2022 году, на фоне вторжения России на Украину, холдинг «Росэлектроника» внесён в санкционный список Евросоюза, отмечая что холдинг «несет ответственность за поддержку материально или финансово, действий, которые подрывали или угрожали территориальной целостности, суверенитету и независимости Украины»:

Блоки комплекса радиоэлектронной борьбы "Борисоглебск-2" разработанные и произведенные ОАО "Концерн "Созвездие", входящим в холдинг " Росэлектроника", были использованы российскими вооруженными силами во время неспровоцированной военной агрессии России против Украины в 2022 году. Ранее "Борисоглебск-2" использовалась на территории сепаратистской т.н. "Луганской народной республики" в Восточной Украине— «Официальный журнал Европейского союза», Брюссель, 8 апреля 2022 года
Также, по аналогичным основаниям, холдинг находится под санкциями Канады, Австралии, Швейцарии, Украины, Новой Зеландии и Японии

## Цели и задачи

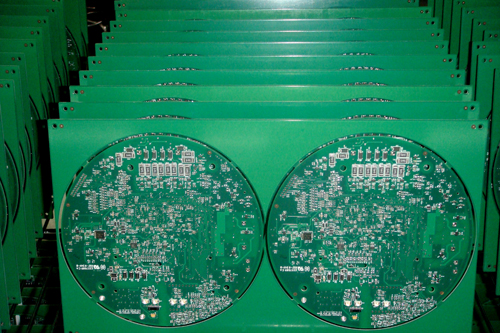
Производство печатных плат

Основными целями Программы инновационного развития АО «Росэлектроника» (ПИР) являются:
- Переход от разработки отдельных устройств и компонентов к созданию и внедрению комплексных систем и решений
- Увеличение доли гражданской продукции в выручке до 60% к 2025 году
- Повышение стоимости холдинговой компании (Enterprise Value, EV)
- Повышение конкурентоспособности и достижение лидирующих позиций в отдельных сегментах высокотехнологичных рынков

## Предприятия холдинга
Холдинг объединяет более 140 производственных организаций и научных институтов. Предприятия объединены в пять дивизионов по продуктовому признаку.

### Дивизион «ЭКБ и СВЧ-электроника»
Разработка и проектирование электронно-компонентной базы и СВЧ-электроники
- АО "НПП "Пульсар", г. Москва (головная организация);
- АО "ГЗ "Пульсар", г. Москва;
- АО "НПП «Исток им. Шокина», г. Фрязино;
- АО «Плазма», г. Рязань;
- АО "НПП «Торий», г. Москва;
- АО "Завод «Метеор», г. Волжский;
- АО "НПП «Алмаз», г. Саратов;
- АО «НИИПП», г. Томск;
- АО «ЦНИИИА», г. Саратов;
- ЦНИИ «Циклон», г. Москва;
- АО "НТЦ «Интернавигация», г. Москва;
- АО "НПП «Салют», г. Нижний Новгород;
- АО "НИИ «Платан», г. Фрязино;
- АО «ФССМУ», г. Фрязино;
- АО "НПП «Контакт», г. Саратов;
- АО "ЦНИИ «Электрон», г. Санкт-Петербург;
- АО "НИИ «Феррит-Домен», г. Санкт-Петербург;
- АО «СКТБ РТ», г. Великий Новгород;
- АО «ВО Электрониторг», г. Москва;
- АО "НЗР «Оксид», г. Новосибирск;
- АО «Омега», г. Томск;
- АО "НПП «Старт», г. Великий Новгород;
- АО "НПЦ «Вигстар», г. Москва;
- АО «НИИЭИ», г. Электроугли;
- АО "НИИ «Гириконд», г. Санкт-Петербург;
- АО НПТ «Циклон-Тест», г. Фрязино;
- АО «Сетевые технологии», г. Москва;
- АО «НИИЭМП», г. Пенза;
- АО "ЦНИТИ, «Техномаш», г. Москва;
- АО «ЦКБ РМ», г. Москва;
- АО «Спецмагнит», г. Москва;
- АО «СКБ ВТ», г. Псков;
- АО "РНИИ «Электронстандарт», г. Санкт-Петербург;
- АО «РЗМКП», г. Рязань;
- АО «Завод Марс», г. Торжок;
- АО «Мосэлектронпроект», г. Москва;
- АО «НИИЭМ», г. Владикавказ;
- АО «Информакустика», г. Санкт-Петербург;
- АО «НИИ Телевидения», г. Санкт-Петербург;
- АО "НИИПТ «Растр», г. Великий Новгород;
- АО «Оптрон», г. Москва;
- АО "РЗМ «Технологии», г. Москва;
- АО «Светлана-Рост», г. Санкт-Петербург;
- АО «ЦСМ», г. Солнечногорск;
- ООО «Элемент», г. Москва;
- ПАО «Телемеханика», г. Нальчик

### Дивизион «Проектирование и производство средств связи»
Проектирование и производство средств связи
- АО "Концерн «Созвездие», г. Воронеж (головная организация)
- АО "ВЦКБ «Полюс», г. Воронеж;
- АО «Алмаз», г. Ростов-На-Дону;
- АО «НИИССУ», г. Москва;
- «Рязанский радиозавод», г. Рязань;
- АО "ТЗ «Ревтруд», г. Тамбов;
- АО "ТЗ «Октябрь», г. Тамбов;
- АО "Завод «Тамбоваппарат», г. Тамбов;
- ОАО «Электросигнал», г. Воронеж;
- ОАО «СЗР», г. Славгород;
- АО "НПП «Радиосвязь», г. Красноярск;
- АО «КБОР», г. Москва;
- АО "НПП «Волна», г. Москва;
- АО "НИИ «Рубин», г. Санкт-Петербург;
- АО «Радиозавод», г. Пенза;
- АО «Псковский завод АДС», г. Псков;
- АО "НПП «Кант», г. Москва;
- АО "БСКБ «Восток», г. Барнаул; Алтайский край;
- АО "НПП «Связь», д. Ясная Поляна Тульской обл.;
- АО "Завод «Луч», г. Осташков;
- АО "Концерн «Системпром», г. Москва;
- ООО «Диамант-Сервис», г. Воронеж;
- ООО «Кодофон», г. Воронеж;
- ОАО «ГИС», г. Москва

### Дивизион «Разведывательные информационные системы»
Разведывательные информационные системы (Дивизион РИС):
- АО "Концерн радиостроения «Вега», г. Москва (головная организация);
- АО "НИИ «Кулон», г. Москва;
- АО "ИМЦ Концерна «Вега», г. Москва;
- АО «МНИИС», г. Москва;
- АО «ДКБА», г. Долгопрудный;
- АО «НИИТАП», г. Зеленоград;
- АО «НИЦЭВТ», г. Москва;
- АО «НИИ Аргон», г. Москва;
- АО «СКБ Топаз», г. Москва;
- АО "НИИ «Вектор», г. Санкт-Петербург;
- АО "Завод «Энергия», г. Санкт-Петербург;
- АО "ОЗ «Интеграл», г. Санкт-Петербург;
- АО "КБ «Луч», г. Рыбинск;
- АО «Р3П», г. Рыбинск;
- АО «НИИ СВТ», г. Киров;
- АО "ЧРЗ «Полет», г. Челябинск;
- АО "НПП «Рубин», г. Пенза;
- АО «КНИИТМУ», г. Калуга;
- ПАО «КЭМЗ», г. Ковылкино

### Дивизион «Автоматизированные системы управления»
Автоматизированные системы управления (Дивизион АСУ):
- АО «НИИАА», г. Москва (головная организация)
- АО «Системы управления», г. Москва;
- АО «НИИИТ», г. Тверь;
- АО "НПО «Импульс», г. Санкт-Петербург;
- ПАО «Интелтех», г. Санкт-Петербург;
- АО «КРЭМЗ», г. Кимовск;
- АО "НИП «Полёт», г. Нижний Новгород;
- АО "НИИ «Нептун», г. Санкт-Петербург;
- АО «ОНИИП», г. Омск;
- АО КПЗ «Каскад»«КПЗ „Каскад“, г. Краснодар;
- АО ЦНИИ ЭИСУ», г. Москва;
- АО ОКБ «Салют», г. Новосибирск;
- АО «СПКБ СУ», г. Тверь;
- ООО «АСТ-ГОЗ», г. Москва;
- АО «НИИ ПС», г. Санкт-Петербург

### Дивизион «Защита информации»
Разработка и производство систем и комплексов, предназначенных для обеспечения защиты информации
- АО «Концерн «Автоматика», г. Москва (головная организация);
- АО «ПНИЭИ», г. Пенза;
- АО «ПО «Электроприбор», г. Пенза ;
- АО «КЭМЗ», г Калуга;
- АО «Калугаприбор», г. Калуга;
- АО «БПО «Прогресс», г. Уфа;
- АО «НПП «Сигнал», г. Санкт-Петербург;
- АО «СИП РС», г. Самара;
- АО «МТУ «Альтаир», г. Москва;
- АО «НТЦ «Атлас», г. Москва;
- ПАО «ИНЭУМ им. И.С. Брука», г. Москва;
- ПАО «НИПС», г. Новосибирск;
- АО «НИИ «Масштаб», г. Санкт-Петербург;
- АО «ВНИИ «Вега», г. Воронеж;
- ООО «НТ», г. Москва;
- ООО «РГТ», г. Москва;
- ОАО «СЗР», г. Смоленск;
- ООО «Булат», г. Москва;
- ООО «ЦРПТ», г. Москва

Также созданы интеграторы по ключевым направлениям:
- Интегратор по комплексным ИТ-решениям — Национальный Центр Информатизации
- Интегратор по энергетике — ООО «РЭ-технологии»
- Интегратор по софтверным решениям и робототехнике — АО «Системы управления».

## Участие в российских технологических платформах
Протоколом Правительственной комиссии по высоким технологиям и инновациям № 2 от 01.04.2011 утверждён Перечень приоритетных технологических платформ, в соответствии с которым
АО «Росэлектроника» стала участником нескольких российских технологических платформ:

### Национальная программная платформа

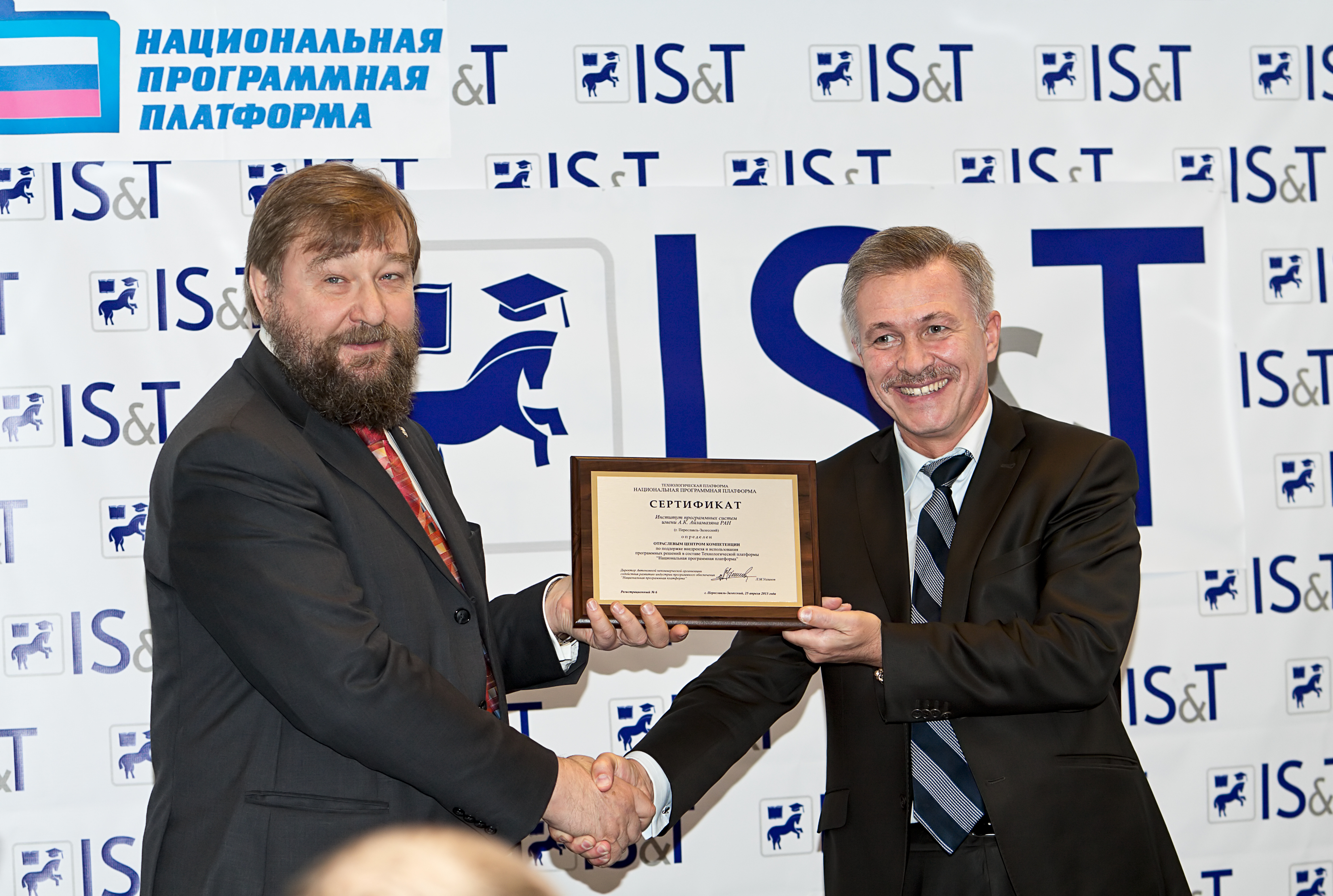
Л. М. Ухлинов, директор АНО «Национальная программная платформа»

Концерн «Сириус», входящий в состав АО «Росэлектроника», является координатором технологической платформы Национальная программная платформа, куда входят такие организации холдинга, как ОАО "НИИ промышленного телевидения «Растр», ОАО «НИИ телевидения», ОАО "НТЦ высокоскоростных систем передачи «Супертел ДАЛС», ОАО «Информакустика», ОАО «НИИ средств вычислительной техники», ОАО «НИИ программных средств», а также организации других холдинговых компаний Госкорпорации Ростех, ОАО «Воентелеком» и ведущие вузы. Целями Национальной программной технологической платформы является поэтапная разработка и внедрение российской национальной программной платформы (НПП) на основе свободного программного обеспечения (СПО) и отечественного проприетарного ПО.
По состоянию на февраль 2016 года координатор данной техплатформы находится в стадии ликвидации.

### СВЧ-технологии
В 2014 году на выставке «ВУЗПРОМЭКСПО-2014. Отечественная наука — основа индустриализации» была представлена технологическая платформа «СВЧ-технологии», в которую в том числе входят дочерние организации холдинга, имеющие компетенции в области СВЧ-техники — ОАО «НИИ СВТ им. С. А. Векшинского», ОАО «Феррит-Домен», АО «НПП „Исток“ им. А. И. Шокина», ОАО «НПП „Контакт“, ОАО „ОНИИП“, ФГУП „НПП Торий“. При основании в 2011 году технологической платформы СВЧ-технологии, координацию которой осуществляет ОАО „Росэлектроника“, её участниками стала 41 организация, в том числе Национальный исследовательский ядерный университет «МИФИ» и ОАО „РОСНАНО“. В 2014 году общее количество участников технологической платформы „СВЧ технологии“ превысило 60 организаций, включая РАН, председателем наблюдательного совета платформы избран Михаил Критенко, заместитель руководителя департамента планирования и промышленной политики Госкорпорации „Ростех“.
Минэкономразвития России провело экспертную оценку и ранжирование технологических платформ в зависимости от результативности деятельности за весь период их функционирования. В представленном рейтинге министерства технологическая платформа „СВЧ технологии“ заняла третье место, существенно улучшив свои оценки по сравнению с предыдущим годом. Уровень результативности функционирования (УРФ) платформы эксперты оценили как „высокий“. В 2017 году платформа занимала восьмое место в рейтинге с УРФ „выше среднего“.

Данное резкое повышение во многом связано с изменением состава рабочих и руководящих органов платформы и улучшением эффективности ее управления», — пояснил директор по внешним коммуникациям АО «Росэлектроника» — председатель Правления технологической платформы «СВЧ технологии» Арсений Брыкин. — также министерство экономического развития высоко оценило новые инструменты вовлечения инновационных стартапов, внедренные в холдинге в форме координационного совета опорных вузов и институтов развития. Это позволяет существенно расширить вовлеченность со стороны молодежных команд в реализацию отраслевой СВЧ стратегии.

Подведение итогов экспертной оценки состоялось в рамках совещания с представителями техплатформ, проходившего 21 июня под председательством Артема Шадрина, директора Департамента стратегического развития и инноваций Минэкономразвития России — ответственный секретарь Межведомственной комиссии по технологическому развитию Президиума Совета при Президенте Российской Федерации по модернизации экономики и инновационному развитию России.

### Развитие российских светодиодных технологий
В 2011 году в рамках Международного форума по нанотехнологиям «Роснанотех-2011» между ОАО «Росэлектроника» и ОАО «РОСНАНО», являющегося координатором технологической платформы «Развитие российских светодиодных технологий», подписан меморандум о присоединении холдинга к данной техплатформе в качестве сокоординатора. По условиям меморандума стороны определили, что после присоединения АО «Росэлектроника» 12 её дочерних организаций также войдут в данную техплатформу.
Организации Холдинга являются участниками еще трех технологических платформ:
- «Медицина будущего»;
- «Комплексная безопасность промышленности и энергетики»;
- «Интеллектуальная энергетическая система России».

## Продукция
Предприятия холдинга разрабатывают и выпускают продукцию по следующим направлениям:
- Сети и связь
- ИТ-системы
- Безопасность
- Энергетика
- Аэродромное оборудование
- Медицина
- Электронная компонентная база
- Авиация
- Космос
- Оборона
- Материалы

## Галерея

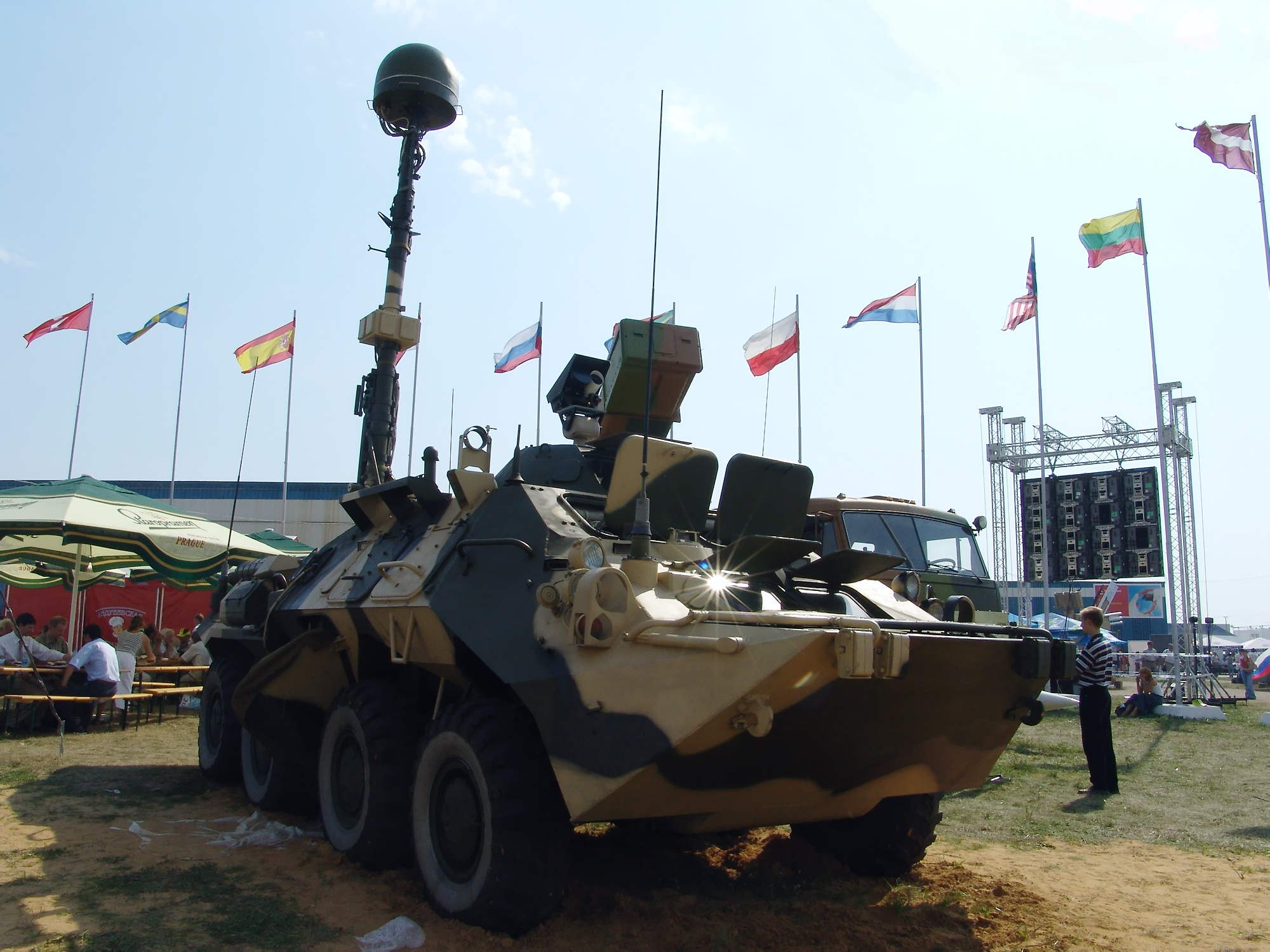
АО «Радиозавод», пульт управления батареей ЗРК ПУ-12M7
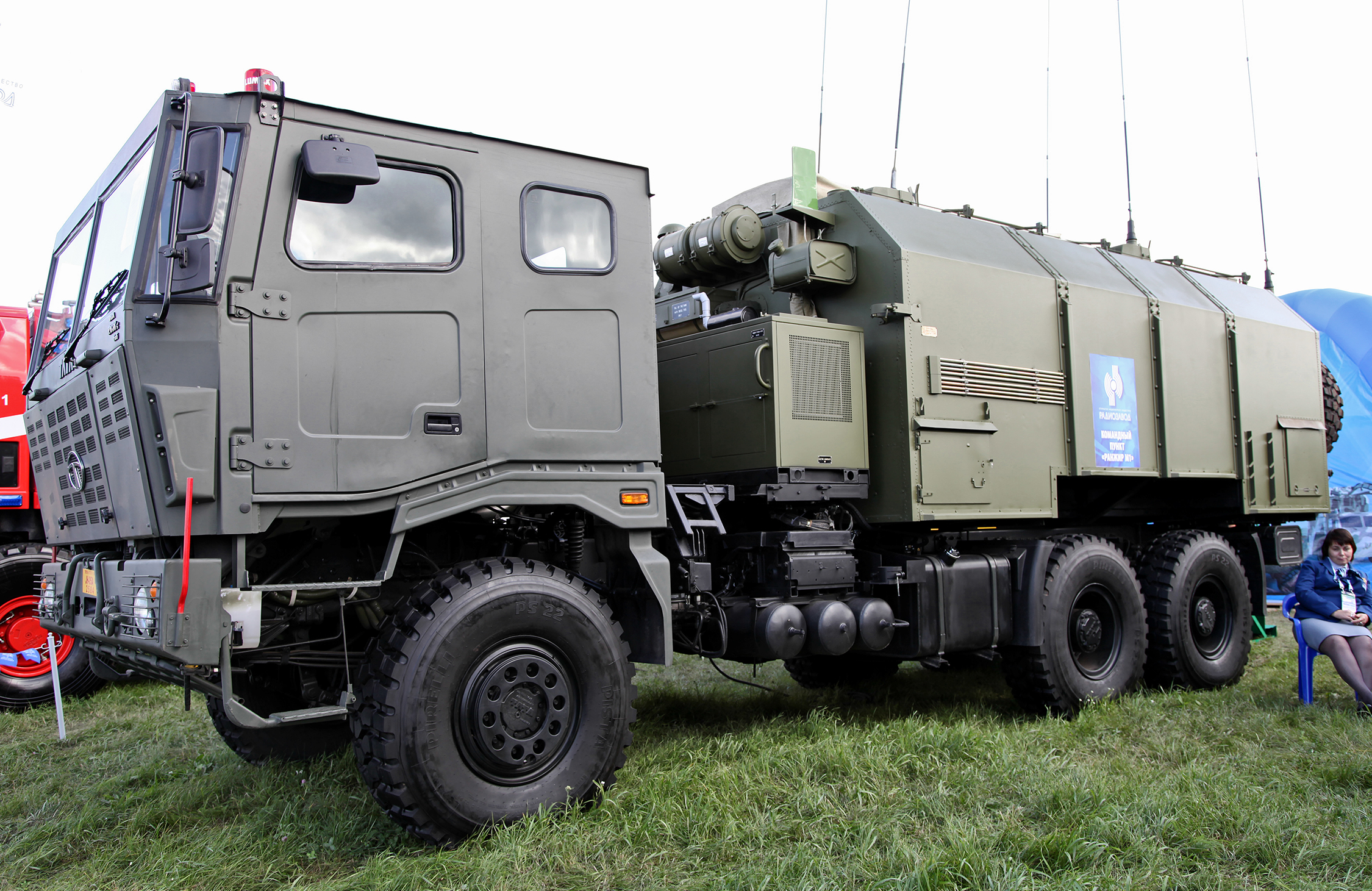
АО «Радиозавод», командный пункт 9С737МК Ранжир-М1
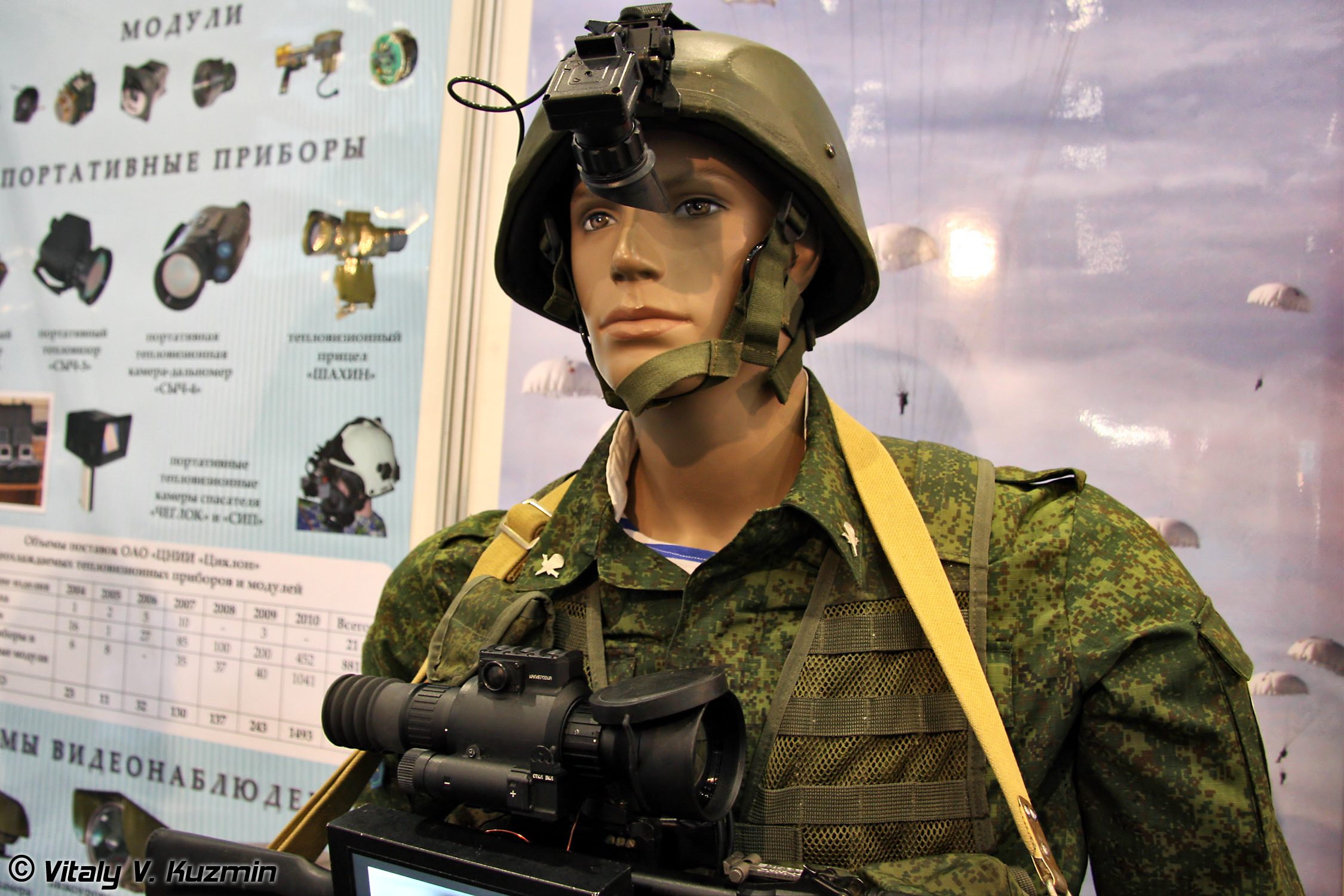
АО ЦНИИ «Циклон», прицел Шахин экипировки Ратник
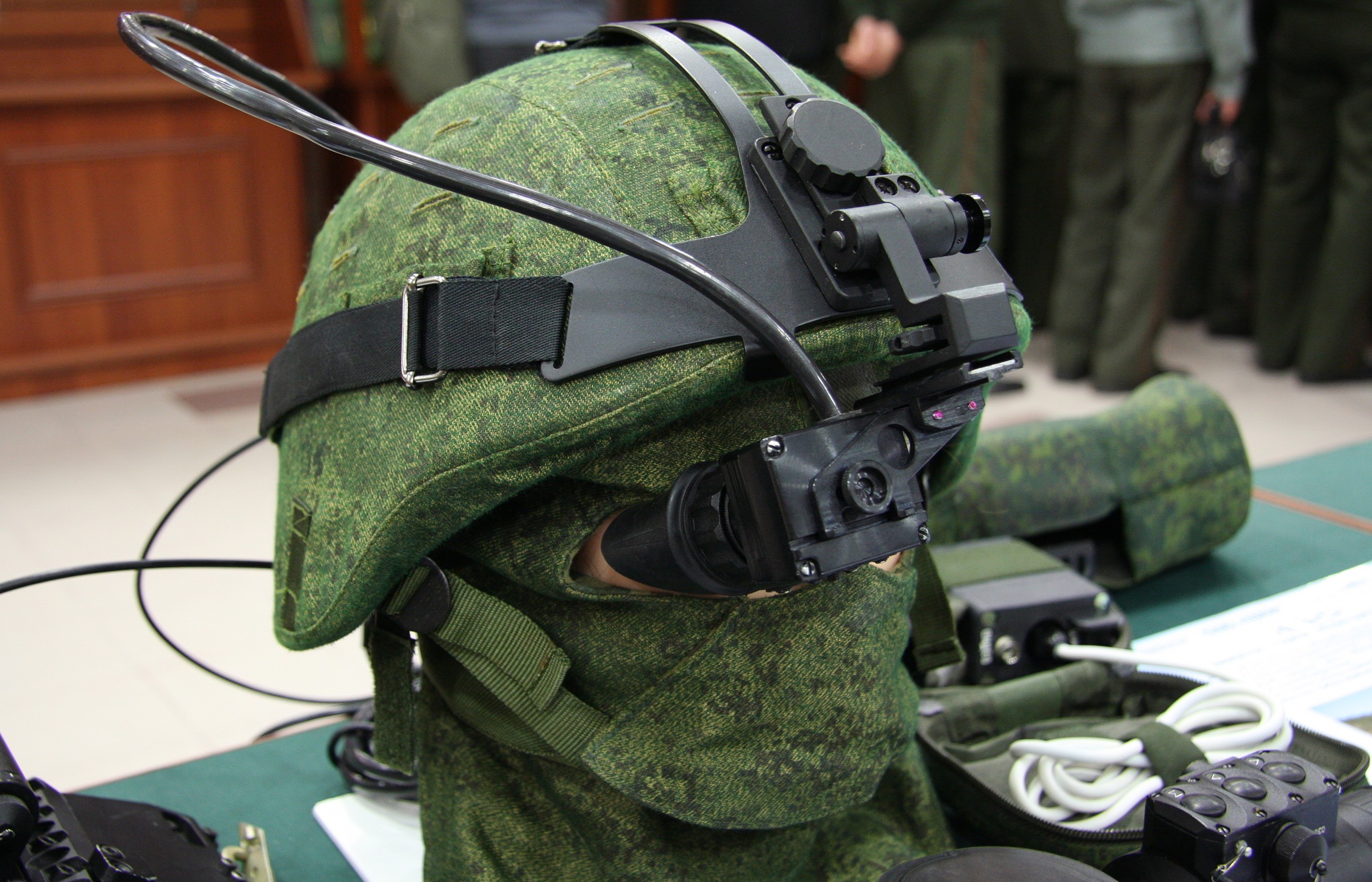
АО ЦНИИ «Циклон», нашлемный монитор экипировки Ратник
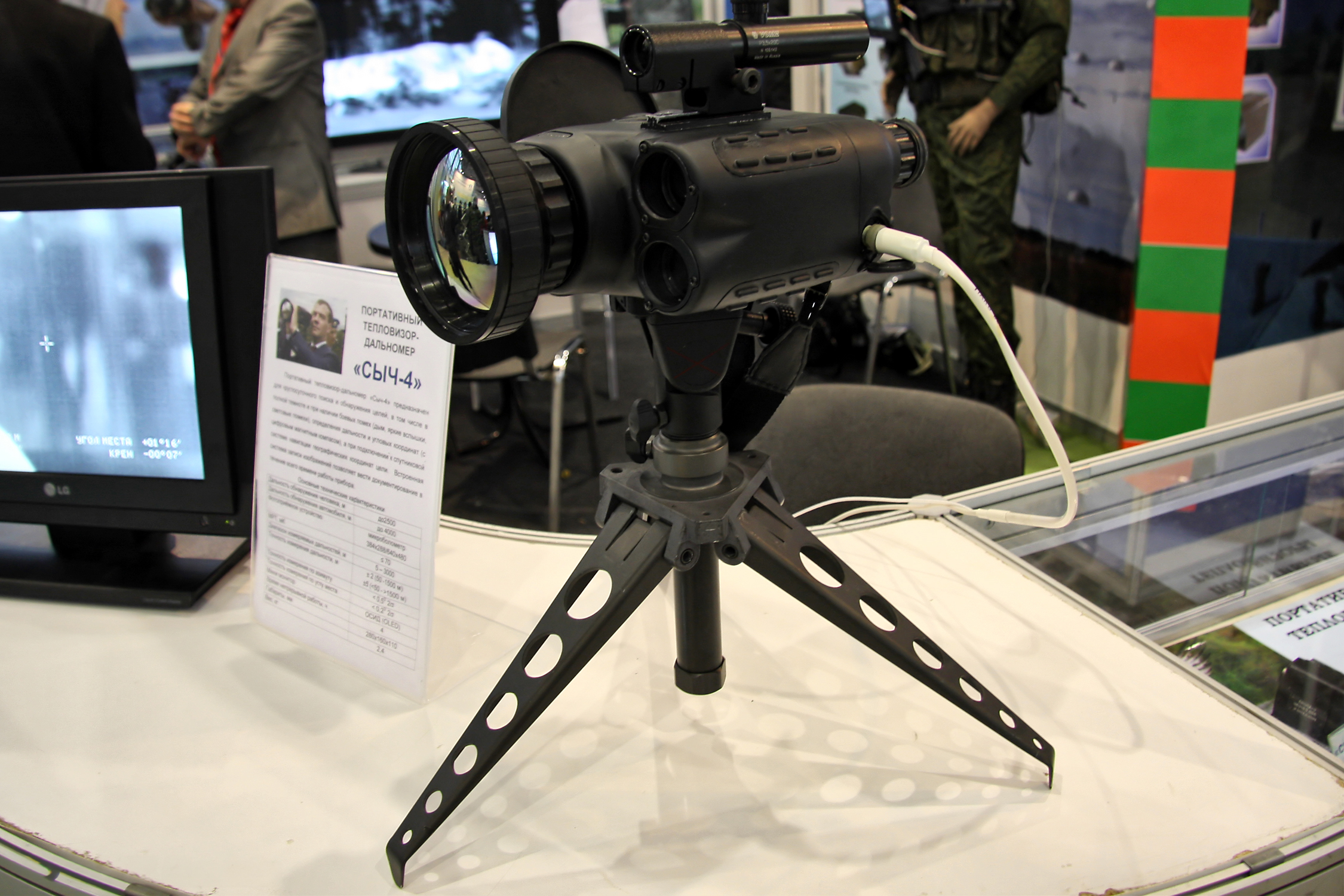
АО ЦНИИ «Циклон», тепловизор-дальномер «Сыч-4»
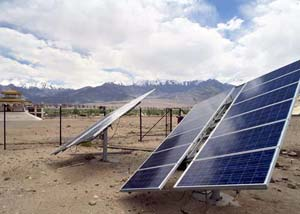
АО «РЗМКП», солнечные фотоэлектрические модули
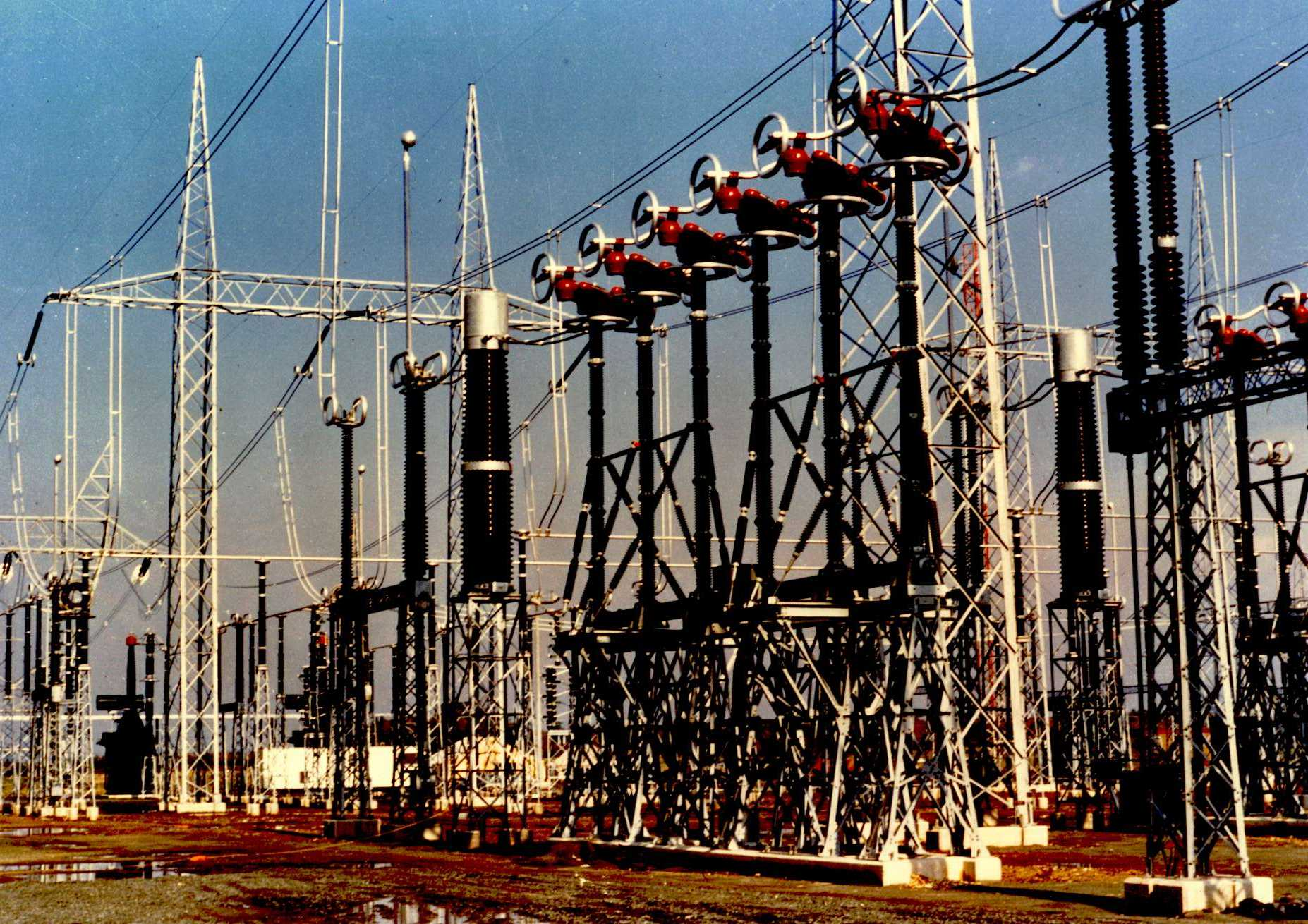
АО «НПП "Контакт"», комплектные распределительные устройства
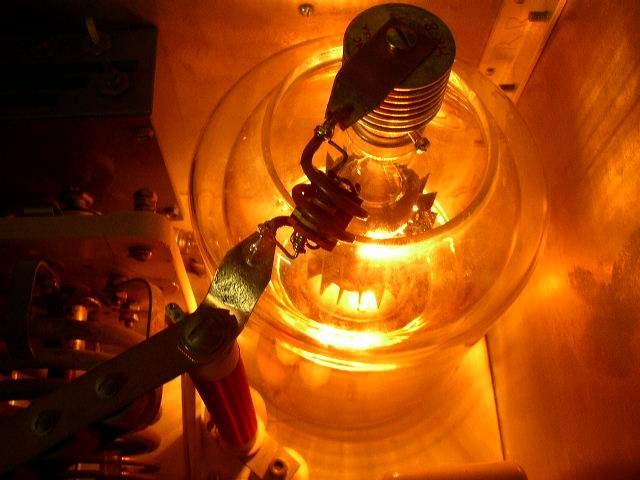
АО «НПП "Контакт"», Тетрод
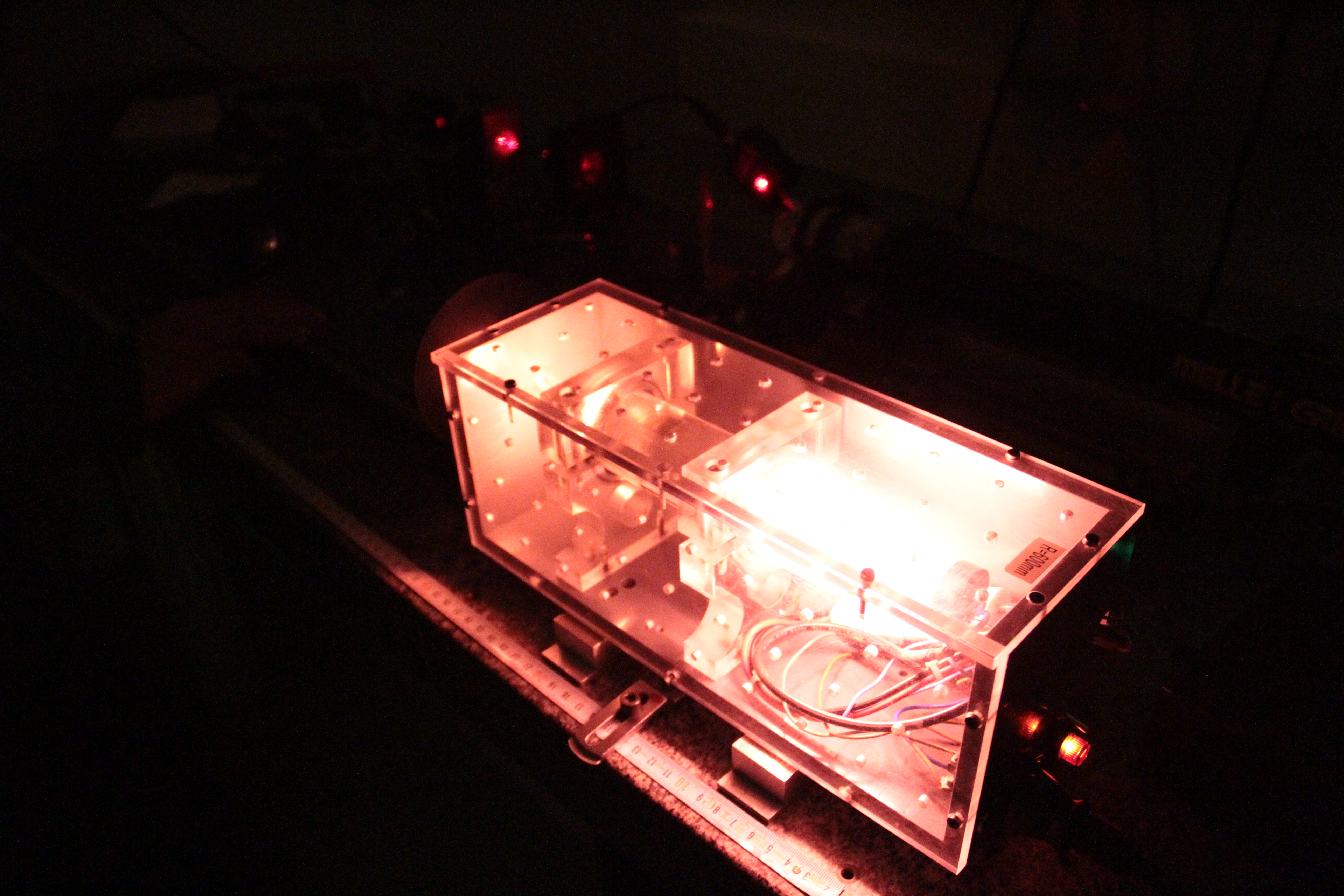
АО «НИИГРП "Плазма"», гелий-неоновый лазер
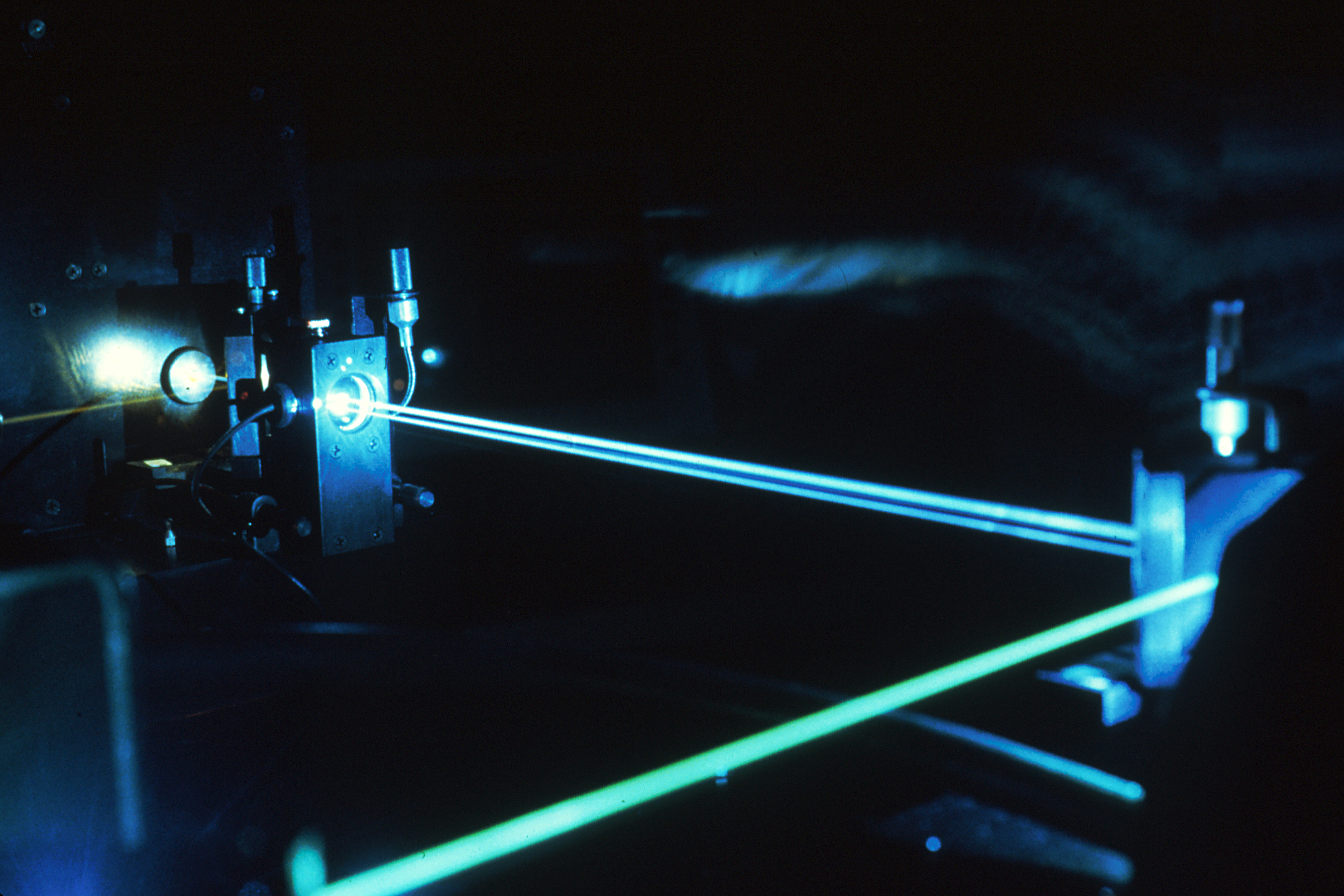
АО «НИИГРП "Плазма"», аргоновый лазер
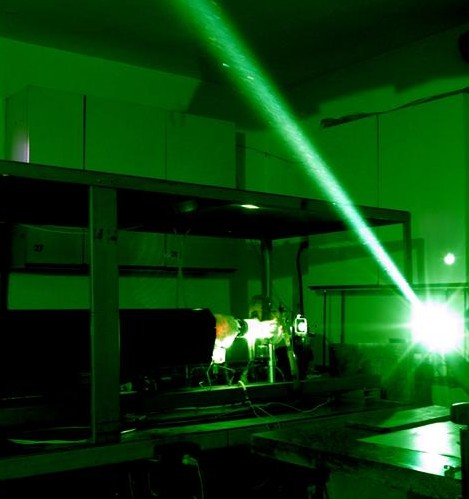
АО «НПП "Исток"», лазер на парах меди
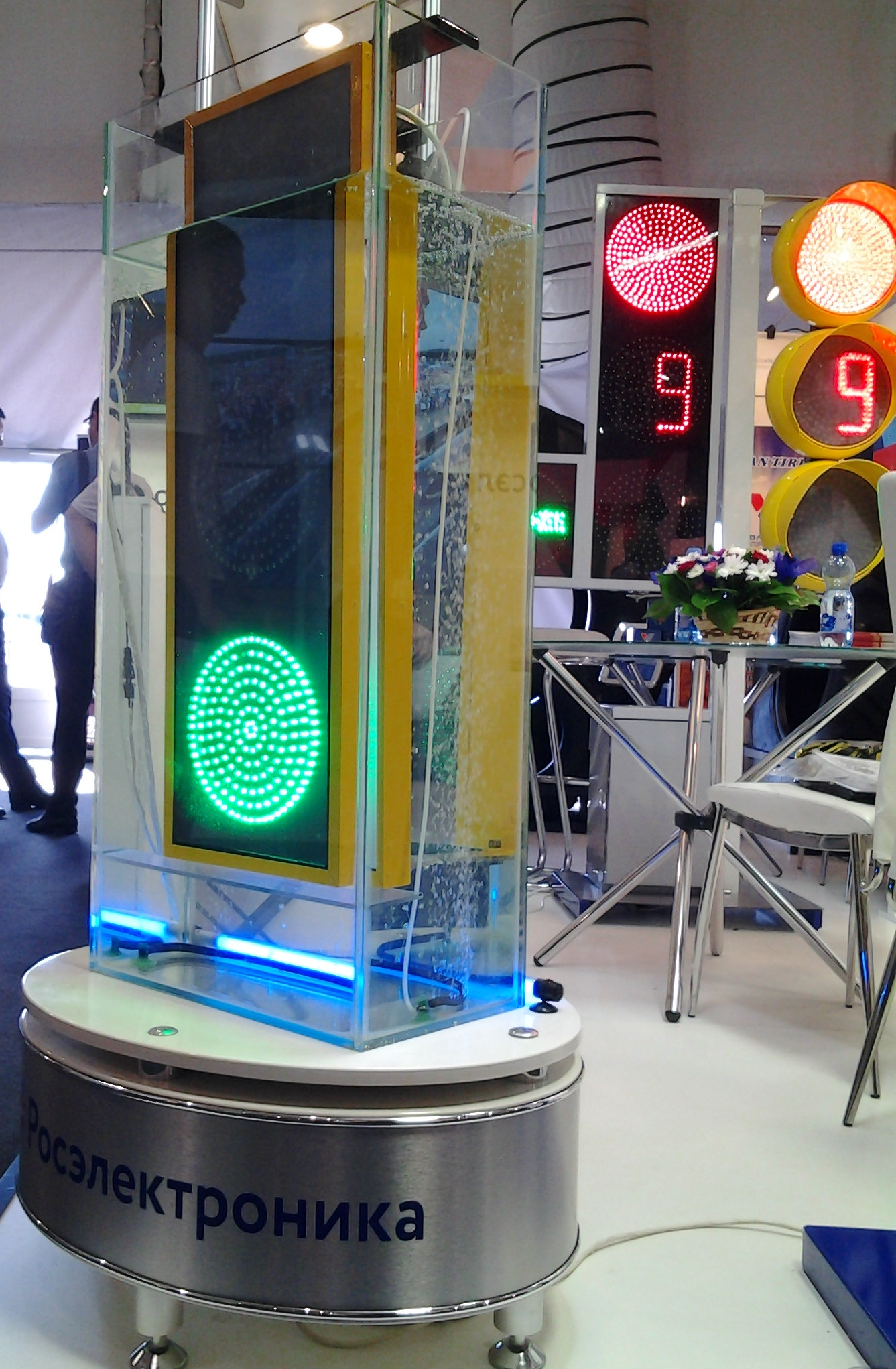
АО «Телемеханика», светофор LED
ЦНИИ «Электрон», ПЗС-матрица
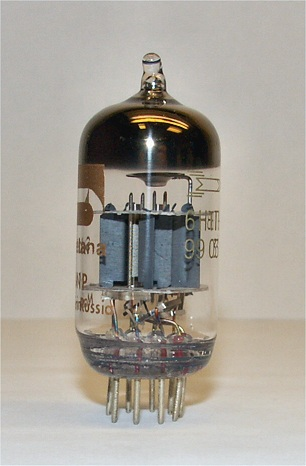
ПАО «Светлана», радиолампа 6Н1П
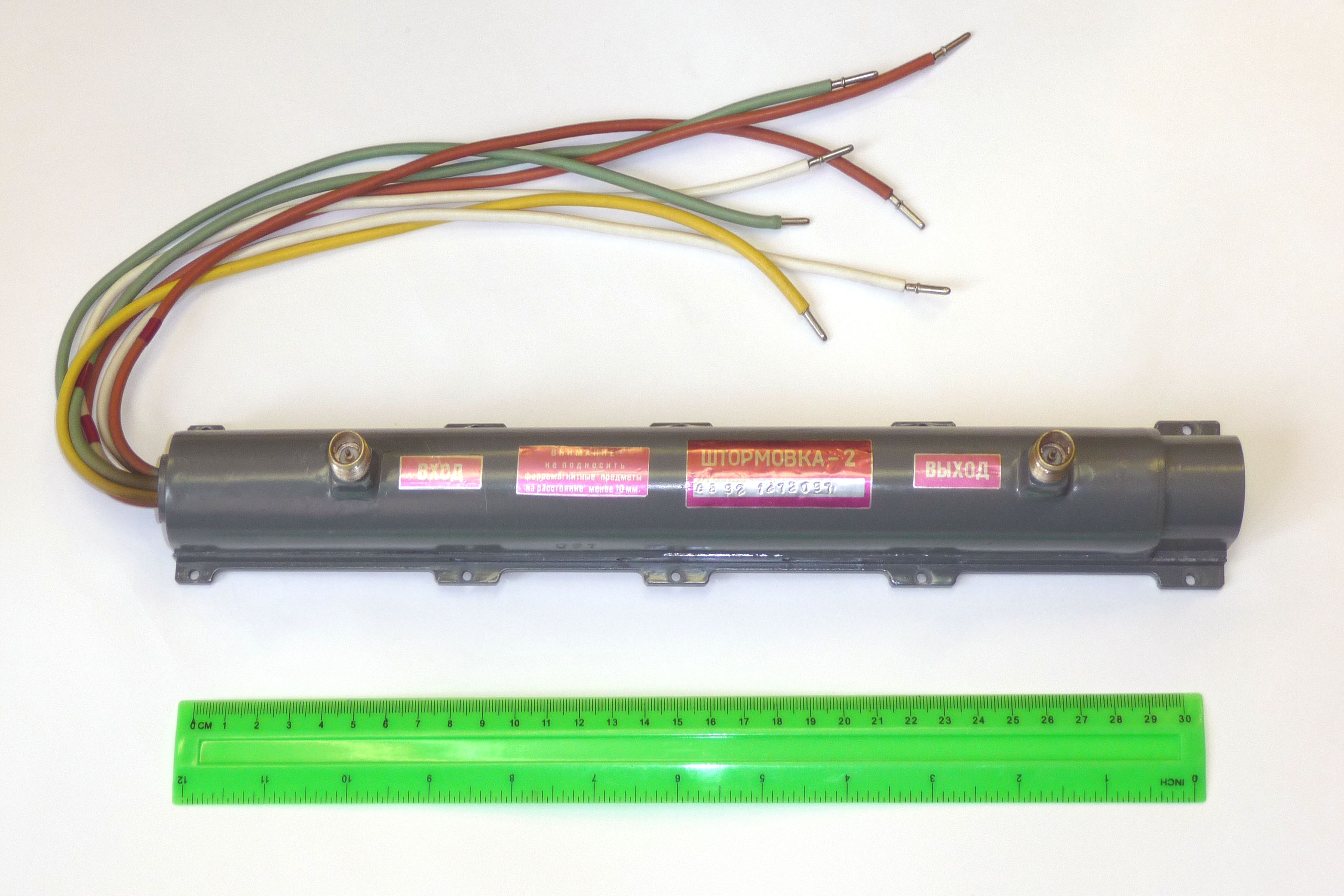
НПП «Исток», лампа бегущей волны для спутников Горизонт
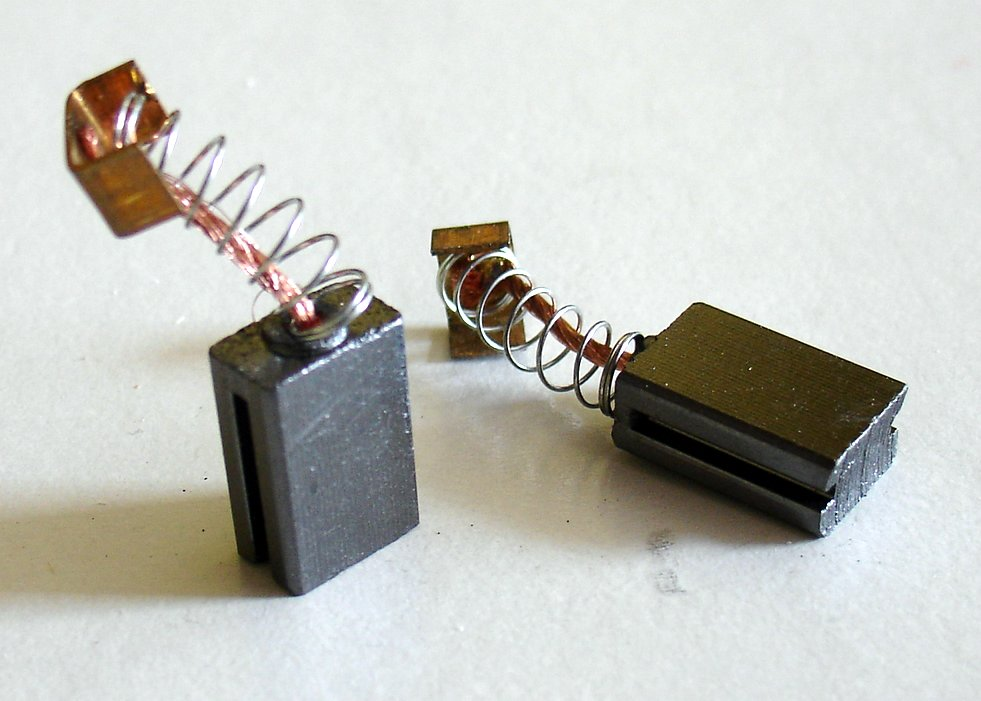
АО «НИИЭИ», графитовые щетки электродвигателя
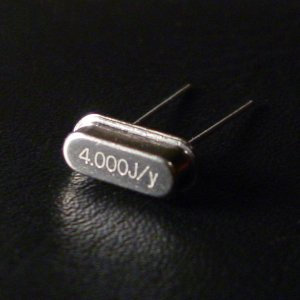
АО «Метеор», Кварцевый резонатор
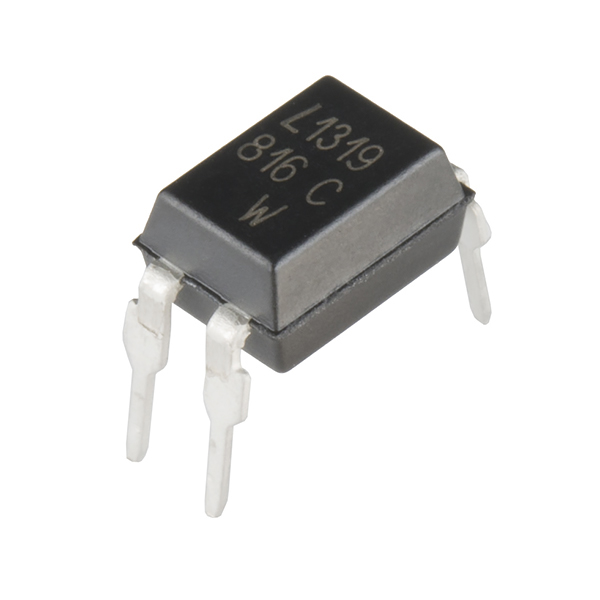
АО «Оптрон», оптопара
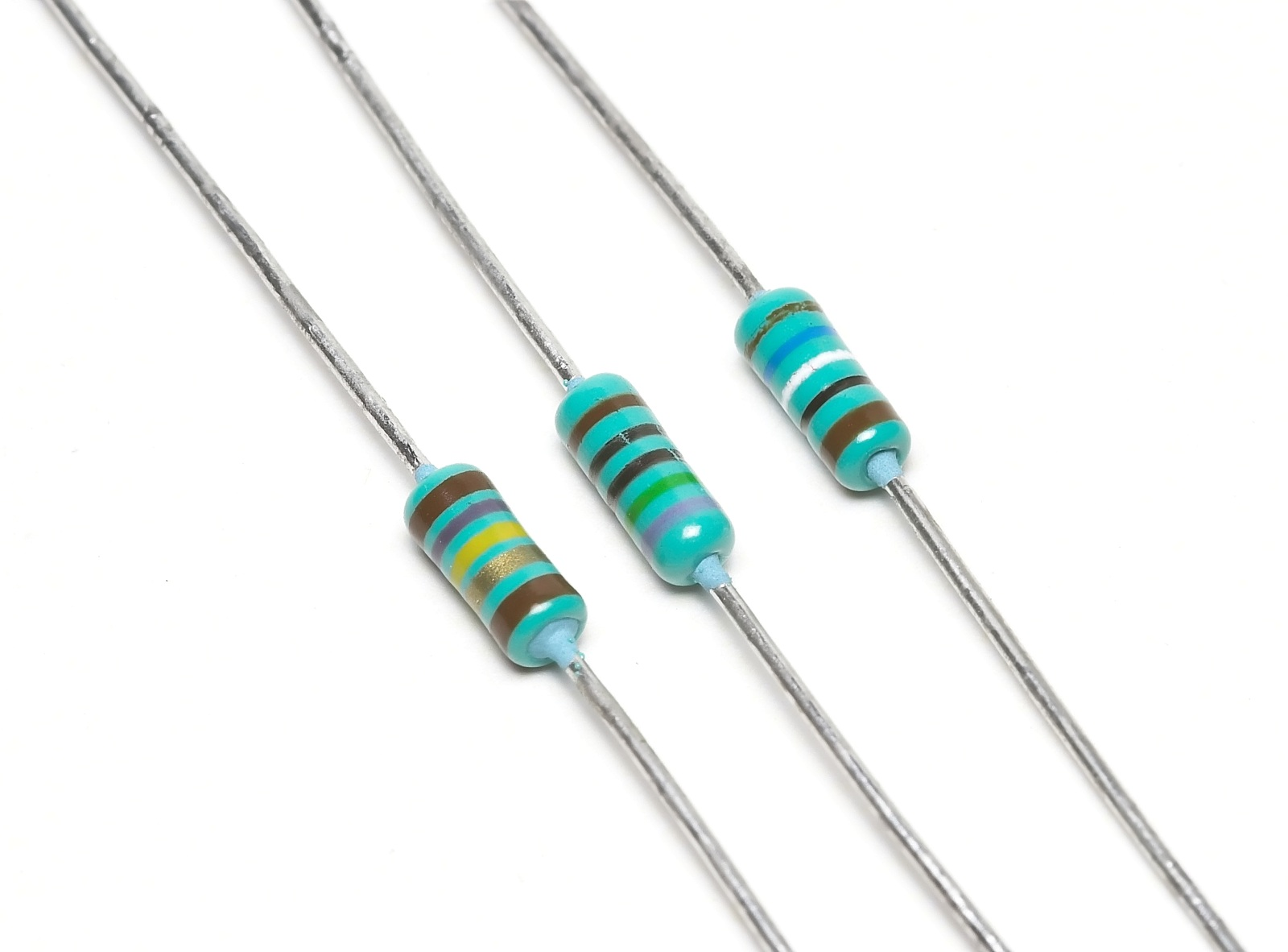
АО «НИИЭМП», резисторы
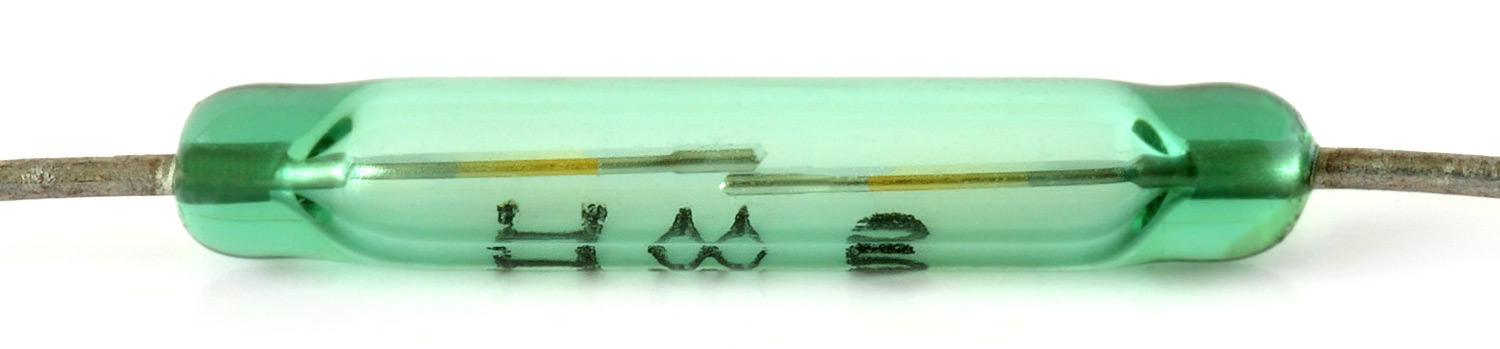
АО «РЗМКП», геркон
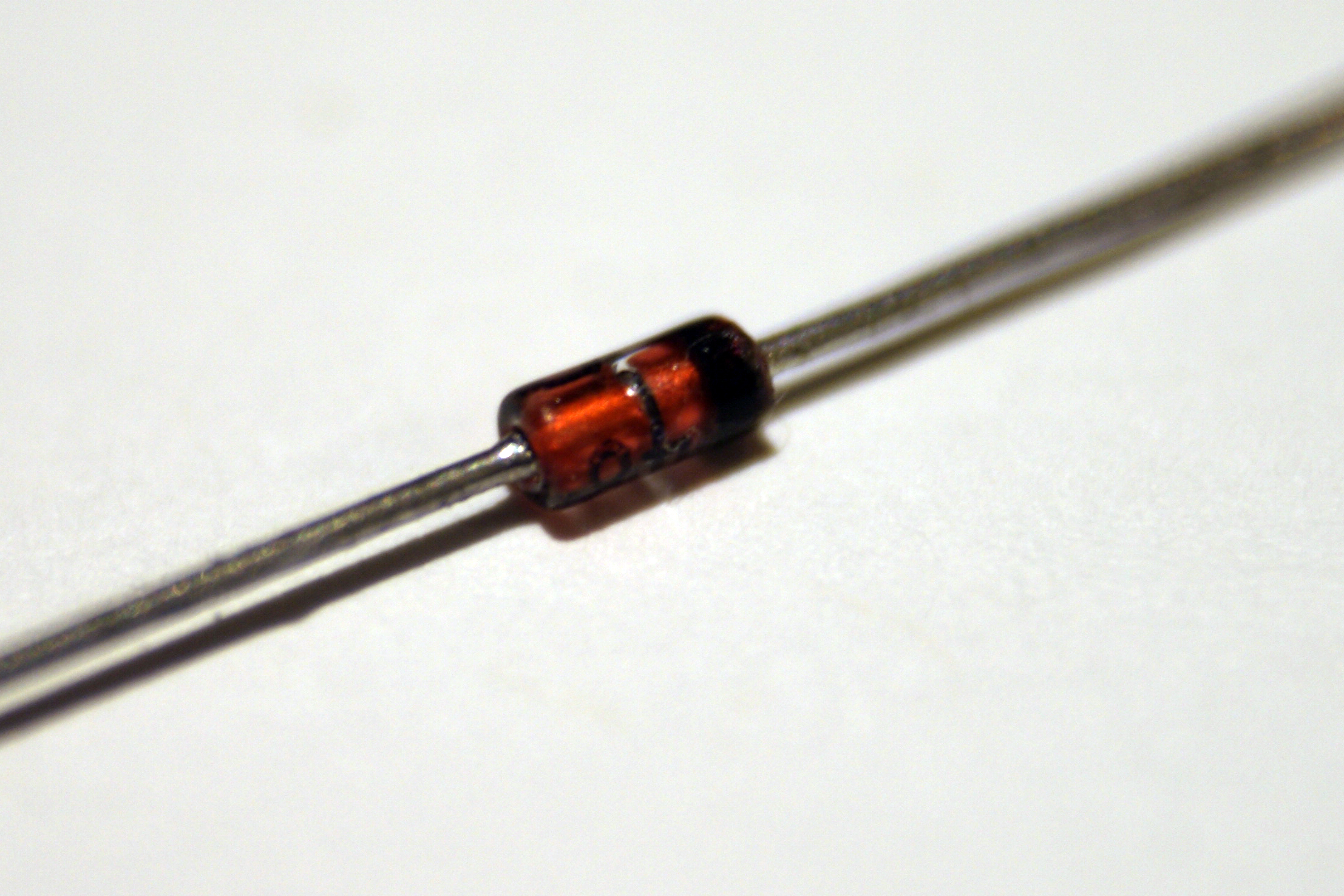
АО «НЗПП», стабилитрон
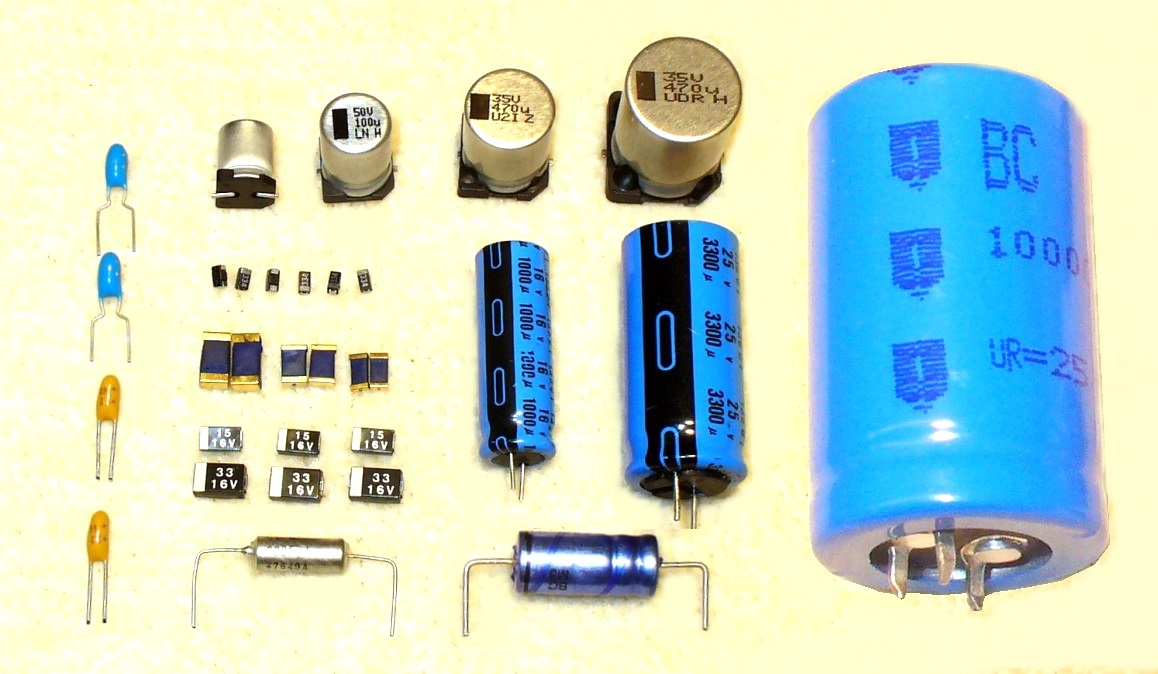
АО «НЗР «Оксид», суперконденсаторы

## Финансовые показатели
В 2014 году начат переход холдинга на международные стандарты финансовой отчетности. 
 В 2015 году объём экспорта АО «Росэлектроника» составил около $120 млн, превысив уровень предыдущего года на 40 %.

По итогам 2016 года выручка АО «Росэлектроника» составила 59 млрд рублей, чистая прибыль 1,783 млрд рублей.

## Международное сотрудничество
Кроме сотрудничества с компаниями на территории Таможенного союза, «Росэлектроника» участвует в развитии кооперационных связей с компаниями из дальнего зарубежья, при поддержке госкорпорации «Ростех» осуществляя сотрудничество с ведущими мировыми производителями оборудования.

### Rohde & Schwarz и Funkwerk AG
В 2011 и 2012 годах ОАО «ОНИИП» заключены соглашения с ведущими немецкими производителями оборудования мобильной радиосвязи — компаниями Rohde & Schwarz и Funkwerk AG. Локализованные базовые станции стандарта Tetra с открытым исходным кодом планируется производить в количестве до 250 штук в год.
В 2014 году силовыми органами России сертифицированы производимые в рамках соглашения взрывозащищенные терминалы закрытой мобильной связи «Янтарь-Т IP».

### Sumitomo Wiring Systems
Летом 2014 года началось производство автомобильных жгутов и проводов на российско-японском СП «Росэлектроника» и компании Sumitomo Wiring Systems — «Ural Wiring Systems» (Екатеринбург).
Было также объявлено о локализации к 2017 году телематических модулей (TCU) для автомобилей Ford.

### CETC International
На Международном форуме «Технологии в машиностроении — 2014» и Международной выставке вооружения, технологий и инноваций «Оборонэкспо-2014» во время подписания соглашения с китайской корпорацией CETC было объявлено о том, что китайская сторона станет участником проекта «Росэлектроники» по созданию светодиодного завода полного цикла в Томске.
В августе 2017 «Росэлектроника» и компания Nedi Technology Co. Ltd, входящая в состав CETC, подписали соглашение о разработке, проектировании полупроводниковых приборов, с последующим их производством в Китае в режиме контрактной сборки (фаундри).

### Корпорация аэрокосмической науки и техники Китая (CASC)
В октябре 2014 года во время встречи глав правительств России и Китая Дмитрия Медведева и Ли Кэцяна АО «Росэлектроника» проведены переговоры о сотрудничестве с Китайской корпорацией аэрокосмической науки и техники (CASC). В ходе первого раунда переговоров сторонами были определены сферы взаимных интересов: разработка и производство электронной компонентной базы и телекоммуникационного оборудования..
По результатам переговоров 13 октября 2014 года «Росэлектроника» и китайская CASC подписали соглашение о взаимном сотрудничестве, детали которого были определены во время проведения Международного авиасалона «China Airshow-2014».
Сотрудничество с CASIC будет вестись в сфере электроники, оптоэлектронных приборов, комплексных систем управления безопасностью «Умный город» и других перспективных высокотехнологичных областях

### Корпорация ZTE
В марте 2015 года на выставке World Mobile Congress (Барселона, Испания) холдингом заключено соглашение с китайской компанией ZTE. Соглашение в объёме 1,2 млрд юаней (190 млн долл.) предусматривает развитие взаимодействия в области инновационных технологий, решений «Умный город», «Интеллектуальная транспортная система» и «Интеллектуальная антенная система». В активе АО «Росэлектроника» есть реализованный проект «Безопасный город» в Красноярске.
По итогам переговоров президента Российской Федерации В. Путина и председателя Китая Си Цзиньпина АО «Росэлектроника» и ZTE подписали контракт о локализации производства в Российской Федерации телекоммуникационного оборудования.
На авиасалоне МАКС-2015 между АО Росэлектроника и компанией ZTE подписан договор о запуске пилотного проекта «Умный город» в подмосковном городе Фрязино, в рамках пилотного проекта предполагается внедрить во Фрязино централизованное управление городским освещением, светофорами, трафиком, теплоснабжением, обеспечением безопасности. Кроме того, частью «Умного города» станет обеспечение прозрачной работы ЖКХ. В рамках проекта в наукограде планируется установка цифровых видеокамер и внедрение бесплатного Wi-Fi, объём инвестиций составит 162 миллиона рублей, при этом 5 % предоставит муниципальный бюджет, а оставшуюся сумму в равных долях профинансируют инвесторы.

## Взаимодействие с вузами
На базе организаций, входящих в АО «Росэлектроника», создано 26 базовых кафедр крупнейших вузов Российской Федерации. Так, на базе «НПП „Исток“» создан филиал МГТУ «МИРЭА», базовая кафедра твердотельной электроники этого же вуза более 40 лет работает на НПП «Пульсар». Саратовским государственным университетом имени Н. Г. Чернышевского созданы кафедра микро- и наноэлектроники на АО "НПП «Контакт» и базовая кафедра основ проектирования приборов СВЧ на АО "НПП «Алмаз».
В 2014 году на ОАО «ОНИИП» создана кафедра моделирования радиоэлектронных систем ОмГУ им. Ф. М. Достоевского. На АО «Плазма» действует базовая кафедра газоразрядных приборов Рязанского государственного радиотехнического университета, на АО "ЦКБ «Дейтон» функционирует базовая кафедра «Электронные технологии управления и система менеджмента качества» Национального исследовательского университета «МИЭТ», на НПП «Восток» открыт филиал кафедры полупроводниковых приборов и микроэлектроники новосибирского государственного технического университета.
На базе базового центра проектирования (дизайн-центра) НЗПП с ОКБ создан и действует учебный центр в составе филиалов трех базовых кафедр Новосибирского государственного технического университета и Сибирского государственного университета телекоммуникаций и информатики.
В 2014 году «Росэлектроника» заключила соглашение о сотрудничестве с МФТИ; соглашением предусмотрено создание совместных исследовательских центров, проведение на их базе научных исследований в области разработки технологий производства высокотехнологичной промышленной продукции, создания новых материалов на основе щелочноземельных и редкоземельных металлов для мощных электровакуумных СВЧ приборов, промышленного дизайна и проектирования, а также внедрение в работу полученных результатов интеллектуальной деятельности.
Холдингом подписано соглашение с Нижегородским университетом о развитии исследовательских центров, в которых планируется ведение высокотехнологичных разработок для внедрения в промышленное производство.
В рамках XII Научно-технической конференции «Актуальные вопросы развития радиоэлектронной промышленности» «Росэлектроника» подписала соглашения о сотрудничестве с Пензенским государственным технологическим университетом и Пензенским государственным университетом. Стороны договорились о том, что ПензГТУ и ПГУ станут опорными площадками для регионального этапа конкурса «IT-Прорыв», реализуемого холдингом «Росэлектроника» совместно с ведущими ВУЗами России.
В ноябре 2014 года холдингом подписано соглашение о реализации научно-образовательных проектов с Московским авиационным институтом (МАИ), что позволит создать исследовательские центры, а также проводить совместные научно-исследовательские и опытно-конструкторские работы, направленные на разработку методов производства высокотехнологичной промышленной продукции.

В декабре 2014 подписано соглашение с МГТУ им. Н. Э. Баумана о сотрудничестве в сфере инновационных проектов.

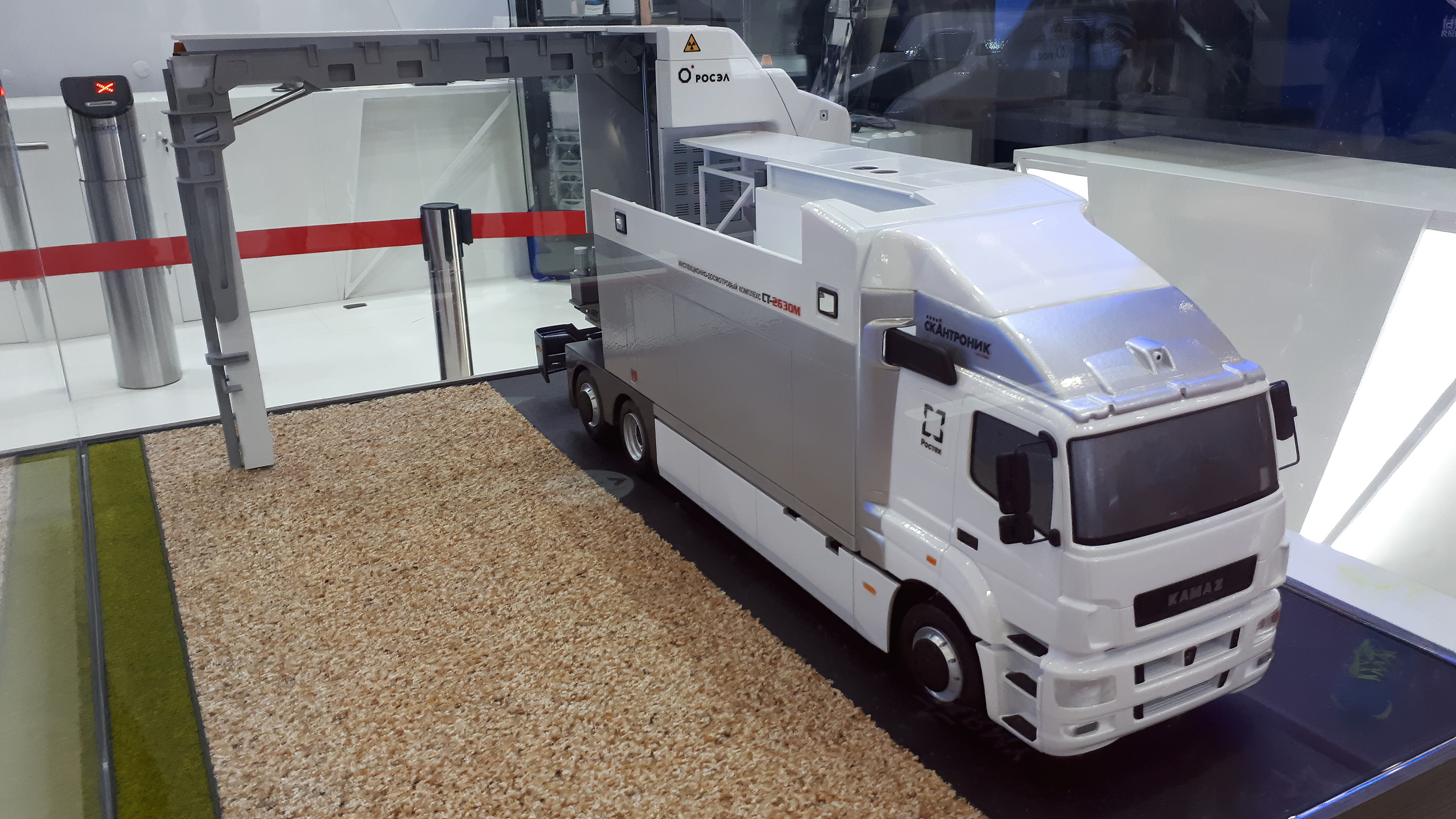
СТ-2630М (автомобильный)

К числу проектов с участием ВУЗов относится разработка инспекционно-досмотровых комплексов (ИДК) СТ-6035 для Росграницы — НИИ ядерной физики имени Д. В. Скобельцына МГУ разработал ускоритель электронов СТ-2630Т(железнодорожный).

## Ключевые фигуры АО «Росэлектроника»

### Совет директоров
Куликов Сергей Александрович — председатель Совета директоров
- Козлов Игорь Ильич
- Шарипова Анна Николаевна
- Рубан Александр Сергеевич
- Федоров Кирилл Валерьевич
- Хохлов Сергей Владимирович
- Белинский Алексей Анатольевич

### Руководители компании
Генеральные директора холдинга «Росэлектроника»:
- Илья Клебанов (1997—1998);
- Валерий Дшхунян (1998—2004);
- Андрей Засыпкин (2004—2008);
- Василий Марютин (2008—2008);
- Андрей Зверев (2008—2016);
- Игорь Козлов (2016—2017);
- Григорий Элькин (2017—2017);
- Алексей Белинский (2017—2018)
- Александр Борисов (2018 — 2019)
- Сергей Сахненко (2020 — настоящее время)